# Elecciones parlamentarias de Azerbaiyán de 2024
Elecciones parlamentarias fueron celebrados en Azerbaiyán el 1 de septiembre de 2024. Originalmente estaban previstas para celebrarse en noviembre, pero se adelantaron después de que el Parlamento fuera disuelta por el presidente Ilham Alíyev en junio de 2024. 

## Antecedentes
Las elecciones estaban previstas originalmente para celebrarse en noviembre de 2024. Sin embargo, a finales de junio de 2024 los diputados pidieron al presidente Ilham Aliyev que disolviera la Asamblea Nacional y convocara elecciones anticipadas en septiembre para evitar celebrarlas durante la Conferencia de las Naciones Unidas sobre el Cambio Climático de 2024, que se celebrará en Bakú del 11 al 22 de noviembre de 2024. A pesar de las críticas de los partidos de oposición, la medida fue aprobada por el Tribunal Constitucional el 27 de junio, lo que permitió a Aliyev disolver el parlamento el 28 de junio y fijar el 1 de septiembre como fecha para las elecciones.

## Sistema electoral
Los 125 miembros de la Asamblea Nacional son elegidos en distritos uninominales mediante el sistema de mayoría simple.

## Resultados
De acuerdo con resultados preliminares, Nuevo Azerbaiyán aseguró su mayoría parlamentaria, al obtener 68 de los 125 escaños en disputa. El resto de los escaños, fueron obtenidos por candidatos independientes y partidos pequeños.
| Partido                                             | Votos | % | Escaños | +/– |
| --------------------------------------------------- | ----- | - | ------- | --- |
| Nuevo Azerbaiyán                                    |       |   | 68      | 2   |
| Partido Cívico de Solidaridad                       |       |   | 3       | 0   |
| Partido de la Justicia, Ley y Democracia            |       |   | 2       | 1   |
| Partido de la Ilustración Democrática de Azerbaiyán |       |   | 1       | 0   |
| Partido de la Independencia Nacional de Azerbaiyán  |       |   | 1       | 1   |
| Partido de las Reformas Democráticas                |       |   | 1       | 0   |
| Partido de la Gran Azerbaiyán                       |       |   | 1       | 1   |
| Partido Gran Orden                                  |       |   | 1       | 0   |
| Partido de la Madre Patria                          |       |   | 1       | 0   |
| Partido Alternativa Republicana                     |       |   | 1       | 1   |
| Partido Frente Nacional                             |       |   | 1       | 1   |
| Partido de la Unidad                                |       |   | 0       | 1   |
| Independientes                                      |       |   | 44      | 3   |
| Fuente: Agencia Andalou                             |       |   |         |     |